# Trattato del 1818
Il trattato del 1818 (noto anche come convenzione del 1818, convenzione di Londra e convenzione anglo-americana del 1818) è un accordo firmato a Londra il 20 ottobre 1818 dagli Stati Uniti d'America e dal Regno Unito di Gran Bretagna e Irlanda, all'epoca insediato in Canada, per definire il confine fra i due Paesi. Il trattato stabilì che la frontiera fra il lago dei Boschi e le Montagne Rocciose seguisse il 49º parallelo Nord e definì in questo modo i confini del Territorio del Missouri. Nel 1846, con il trattato dell'Oregon, il confine fu prolungato a ovest fino all'Oceano Pacifico.

## Negoziatori
Per gli Stati Uniti d'America il trattato fu negoziato dagli ambasciatori in Francia e Regno Unito di Gran Bretagna e Irlanda Albert Gallatin e Richard Bush, mentre per il Regno Unito di Gran Bretagna e Irlanda a trattare furono Frederick John Robinson, tesoriere della Marina, ed Henry Goulburn, sottosegretario di Stato. L'accordo fu firmato il 20 ottobre 1818 e fu ratificato il 30 gennaio 1819.

## I contenuti del trattato
Il trattato non si limitò a definire i confini, ma riconobbe anche il diritto per gli Stati Uniti di pescare lungo le coste del Labrador e di Terranova, un controllo congiunto sul territorio del Paese dell'Oregon per dieci anni (con la possibilità per entrambi i Paesi di navigare liberamente nelle sue acque), la conferma per dieci anni del trattato del 1815 sul commercio fra i due Paesi, e mise fine a una controversia sorta sulla proprietà degli schiavi che si trovavano in territorio britannico o su navi del Regno Unito di Gran Bretagna e Irlanda al momento della firma del trattato di Gand.